# Amalia Carneri

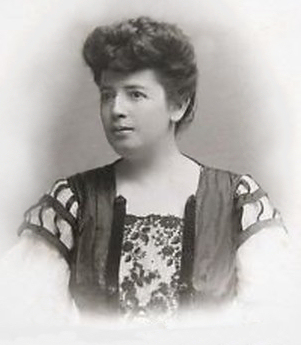
Amalia Carneri, fotografiert von Ludwig Gutmann (1908)

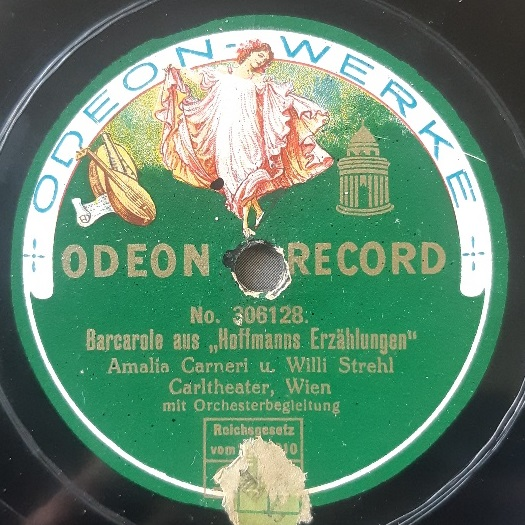
Schallplatte von Amalia Carneri (Wien, ca. 1909)

Amalia Carneri (auch Amalie Carneri, eigentlich Amalie Malka Pollak, geborene Malka Kanarvogel; geb. 12. September 1875 in Rzeszów, Galizien, Österreich-Ungarn; gest. 1942) war eine österreichische Opernsängerin (Sopran). Sie wurde am 29. September 1942 ins Vernichtungslager Treblinka deportiert und überlebte den Holocaust nicht. Carneri ist in bedeutenden Konzertsälen und Theatern der Donaumonarchie und Deutschlands aufgetreten, eine Reihe von Tondokumenten ist erhalten.

## Leben und Werk
Kanarvogel studierte am Wiener Konservatorium und legte sich den opernhafter klingenden Künstlernamen Amalia Carneri zu. Im Privatleben soll sie den Vornamen Amalie bevorzugt haben. Sie heiratete – im Stadttempel – den beamteten Mineninspektor Heinrich Pollak, auch: Henryk (7. Juni 1877 in Krakau – 7. Oktober 1938 in Wien). Das Paar hatte zwei Söhne: Fritz, geboren am 28. Februar 1909, und Karl, geboren am 15. Jänner 1920.
Carneri erreichte eine internationale Gesangskarriere und gastierte in zahlreichen Städten der Donaumonarchie und Deutschlands. Eine frühe Kritik der Neuen Freien Presse lobte 1898 ihre Gesangskunst in höchsten Tönen und erwähnte auch die enthusiastische Reaktion des Publikums. Auftritte der Carneri sind nachgewiesen im Deutschen Theater in Pilsen, im Eden-Theater von Straßburg sowie im Wiener Stadttheater, im Carl-Theater und im Deutschen Volkstheater in Wien. Zwischen 1905 und 1907 entstanden eine Reihe von Schallplattenaufnahmen für Edison Records, Odeon und Zonophone Records. Zwei Rollen im Carl-Theater sind verbürgt, weil Tondokumente vorliegen:
- die Irene in der Operette Der selige Vinzenz mit einem Libretto von Alexander Landesberg und Leo Stein, Musik von Raoul Mader, Premiere am 31. Jänner 1907, Aufzeichnung am 26. Februar 1907 und
- die Oberkammerfrau Friederike von Insterburg in Ein Walzertraum, Libretto von Felix Dörmann und Leopold Jacobson, Musik von Oscar Straus, aufgezeichnet am 30. September 1908.

Carneri gehörte jedoch nicht zur Uraufführungsbesetzung des Walzertraums am 2. März 1907; die Rolle der Oberkammerfrau Friederike von Insterburg sang in der Uraufführung Therese Löwe. Jedenfalls war diese Operette derart erfolgreich, dass sie allein in Wien mehr als 500 Vorstellungen in den ersten beiden Jahren ihrer Aufführungsgeschichte erreichte.
Die Auswahl der Partner und Komponisten ihrer Tonaufnahmen stellt unter Beweis, dass sich die Carneri in einem prominenten Ambiente ihrer Zeit bewegt haben muss: Ludwig Gruber, Mizzi Jezel, Rudolf Kronegger, Helene Merviola, Max Rohr und Willy Strehl waren allesamt höchst bekannte und beliebte Künstler im Wien der Zeit zwischen Jahrhundertwende und Erstem Weltkrieg.
Die Liste der Tondokumente gibt Hinweise auf ihr Repertoire: Es reichte offenbar von klassischen Wienerliedern über Schlager der Silbernen Operette bis zu hochpopulären Opernarien und -ensembles und dramatischen Wagner-Partien. So sang sie beispielsweise am 3. November 1922 im Großen Festsaal des Ingenieur- und Architekten-Vereines in Wien die Rolle der Ortrud in Lohengrin.
Ihre letzte Adresse in Wien war die Untere Donaustraße 33, direkt am Donaukanal. Sie wurde am 10. September 1942 vom NS-Regime aus Wien deportiert und ins Ghetto Theresienstadt verbracht. Von dort aus wurde sie am 29. September 1942 – im Alter von 67 Jahren – gemeinsam mit 2.001 weiteren Juden und Jüdinnen ins Vernichtungslager Treblinka deportiert. Keiner überlebte. Ihre Transportnummer war 973.
Carneris Sohn Karl, der sich später Charles nannte, überlebte die Zeit des Nationalsozialismus durch offensichtlich rechtzeitige Flucht und wurde Professor an der University of Rhode Island. Das Schicksal ihres Sohnes Fritz ist ungeklärt.

## Aufnahmen (Auswahl)
- 1905: „Du Süße, Süße“, aus Schützenliesl. Amalie Carneri, Max Rohr (Tenor)[15]
- 1907: Rudolf Kronegger: „D’ lustigen Weanaleut’“. Amalie Carneri, Edison Records[16]
- 1907: Oscar Straus: „Ich bin a Weaner Madl, ich eine Kammerfrau“ aus Ein Walzertraum. Amalie Carneri, Mizzi Jezel (Sopran). Odéon[17]
- 1907: Oscar Straus: „Ich hab’ einen Mann“ aus Ein Walzertraum. Amalie Carneri, Helene Merviola (Sopran)[18]
- 1907: Ludwig Gruber: „Mei Muatterl war a Weanerin“. Amalie Carneri, Edison Records[16]
- 1907: Oscar Straus: „O du Lieber, o du G’scheiter“ aus Ein Walzertraum. Amalie Carneri, Max Rohr.[15]
- 1910: Jacques Offenbach: „Barcarolle: Schöne Nacht, du Liebesnacht“ aus Hoffmanns Erzählungen. Amalie Carneri, Willy Strehl (Tenor), Odéon[19][20]

Weiters besteht eine Zonophone-Aufnahme der Carneri, in der sie am Nationaltheater von Lemberg ein Frühlingslied Felix Mendelssohn Bartholdys singt.

## Kritiken (Auswahl)
- Fremden Blatt (Wien), 1. August 1897, 8. November 1899, 17. April 1906
- Neue Freie Presse (Wien), 9. Februar 1898, 11. Juli 1898, 2. September 1898, 12. Dezember 1903, 14. Oktober 1905
- Marienbader Tagblatt, 10. Juni 1898
- Egerer Zeitung, 25. Juni 1898, 11. März 1905, 1907
- Orsovaer Wochenblatt, 3. Juli 1898
- Westungarischer Grenzbote, 17. Juli 1898
- Oftauer Zeitung, 12. Jänner 1899
- Pilsner Tagblatt, 3. Oktober 1903, 20. Jänner 1905, 3. Februar 1905, 2. März 1904
- Saar Zeitung, 9. April 1904
- Deutsches Volksblatt, 9. April 1907
- Radio Tag, 1928
- Badener Zeitung, 9. Dezember 1931, 10. Jänner 1932
- Das kleine Blatt, 2. Juli 1932

## Weitere Quellen
- CHARM, Liste von Tonaufnahmen Carneris
- Discovering Musical Archives, Tonaufnahme Carneris